# RaNae Bair
RaNae Jean Bair, po mężu Seaman (ur. 9 marca 1943 w San Diego, zm. 23 stycznia 2021 tamże) – amerykańska lekkoatletka, która specjalizowała się w rzucie oszczepem.
Dwukrotna uczestniczka igrzysk olimpijskich – Tokio 1964 (nie awansowała do finału) oraz Meksyk 1968 (11. miejsce). W 1967 roku zdobyła złoty medal uniwersjady oraz srebrny igrzysk panamerykańskich. Rekord życiowy: 59,82 (1967).